# Кетель, Брюно
Брюно Кетель (фр. Bruno Questel) — французский политик, бывший депутат Национального собрания Франции.

## Биография
Брюно Кетель родился 21 декабря 1966 года в Бурк-Ашаре (департамент Эр). Юрист по образованию, закончил университет Париж 1 Пантеон-Сорбонна. С 1989 по 2004 годы был членом Радикальной левой партии, с 1997 по 2002 годы являлся заместителем депутата Национального собрания, социалиста Франсуа Лонкля. В 2002 году был избран мэром города Буртрульд-Энфревиль, впоследствии еще дважды, в 2008 и 2014 годах, выигрывал муниципальные выборы в этом городе. В 2004 году был избран в Генеральный совет департамента Эр от кантона Буртрульд-Энфревиль. 
В 2005 году Брюно Кетель вышел из Радикальной левой партии и вступил в Социалистическую партию. В 2014 году он возглавил список социалистов на выборах в Сенат от департамента Эр. Список этот получил 17,06 % голосов и занял третье место, не завоевав ни одного мандата сенатора. 
В марте 2015 года Брюно Кетель в паре с Габи Лефевр избирается в Совет департамента Эр от кантона Буртрульд-Энфревиль. В том же году из-за несогласия с политикой руководства он вышел из Социалистической партии. В 2016 году пытался вернуться в  Радикальную левую партию, но был холодно встречен и отказался от этого намерения. В январе 2016 года коммуна Буртрульд-Энфревиль вошла в новую коммуну Гран-Буртрульд, и Брюно Кетель был избран ее первым мэром.
29 января 2017 года, в день победы Бенуа Амона на праймериз левых перед очередными президентскими выборами, Брюно Кетель объявил о поддержке движения  «Вперёд!» Эмманюэля Макрона. В мае 2017 года был выдвинут кандидатом движения «Вперёд, Республика!» по 4-му избирательному округу департамента Эр на выборах в Национальное собрание и завоевал мандат депутата, одержав победу над кандидатом Национального фронта во 2-м туре выборов с 60,51 % голосов. После избрания депутатом в соответствии с требованиями закона о невозможности совмедения мандатов подал в отставку с поста мэра Гран-Буртрульда.
В Национальном собрании Брюно Кетель является членом комиссии по законодательству.
В апреле 2018 года он принял участие в Учредительном собрании Федерации радикальных движений Европы; в то время как некоторые радикалы пытаются создать свою собственную парламентскую группу в Национальном собрании, он заявляет, что не рассматривает возможность выхода из группы ВР. В октябре 2018 года, после избрания Жиля Ле Жандра президентом парламентской группы «Вперёд, Республика!», он стал вице-президентом группы, отвечающим за институциональные отношения и связи с территориями. 
В январе 2021 года, после разоблачений Камиллы Кушнер по поводу изнасилования ее брата политологом Оливье Дюамелем, Брюно Кетель отреагировал в Твиттере сообщением об изнасиловании, которому он якобы подвергся в возрасте 11 лет в корсиканской деревне, откуда родом его мать. После объявления Эммануэлем Макроном Третьего национального локаута в марте 2021 года он вызвал споры заявлением, что дистанционная работа совместима с непрерывностью обучения детей, находящихся на домашнем содержании. 
В июне 2021 года в паре с Вероник Энон он вновь баллотировался в Совет департамента Эр от кантона Буртрульд-Энфревиль, но потерпел поражение во втором туре выборов от левого бинома, набрав на 48 голосов меньше. После объявления результатов он подал апелляцию, которая была отклонена.
На выборах в Национальное собрание в 2022 году он вновь баллотировался в четвертом округе департамента Эр от президентского большинства, занял в первом туре третье место и выбыл из борьбы за депутатский мандат. После этого Брюно Кетель объявил о завершении политической карьеры.

## Занимаемые выборные должности
2002 — 31.12.2015 — мэр коммуны Буртрульд-Энфревиль

28.03.2004 — 21.03.2015 — член Генерального совета департамента Эр от кантона Буртрульд-Энфревиль 

29.03.2015 — 19.06.2021 — член Совета департамента Эр от кантона  Буртрульд-Энфревиль 

05.01.2016 — 25.09.2017 — мэр коммуны Гран-Буртрульд

21.06.2017 — 21.06.2022 — депутат Национального собрания Франции от 4-го избирательного округа департамента Эр